# Elder Sign
Elder Sign (укр. Знак Стародавніх) — кооперативна детективна настільна гра у жанрі фентезі, що була створена Річардом Лауніусом та Кевіном Вілсоном. Входить до серії настільних ігор Arkham Horror Files, дія яких відбувається у вигаданому фентезійному світі, заснованому на творах Говарда Лавкрафта. Вперше видана у 2011 році видавництвом Fantasy Fight Games.
В цю гру можуть грати одночасно від 1 до 8 гравців. Кожен з них має виконати роль слідчого, який намагається перемогти одного із Стародавніх — страшну та могутню істоту, що мешкає у просторі між вимірами. «Знак Стародавніх» є кооперативною грою, тому слідчі діють спільно. Перемогу в грі або поразку отримують всі гравці разом.
Події гри розвиваються в музеї Міскатонікського університету в місті Аркхем та його околицях. Внаслідок пробудження Стародавнього, там відбуваються неймовірні жахливі події. У ході своїх пригод слідчі отримують різноманітні винагороди. Найцінніша з них — Знак Стародавніх, який потрібен для того, аби закрити Стародавньому прохід до нашого світу та отримати перемогу у грі.

## Ігровий процес
- Гравці випадково обирають Стародавнього для протистояння йому. Щоб перешкодити його пробудженню, вони мають зібрати певну кількість Знаків Стародавніх, яка вказана на його планшеті. Водночас Стародавній може пробудитися, якщо кількість жетонів на його трекері безвиході досягне максимуму. Також в процесі гри можуть з’являтися й інші монстри, які ускладнюватимуть гру.
- Гравці обирають собі слідчих, роль яких будуть виконувати (як правило, випадково). Кожен з них має унікальні здібності, які можуть полегшити гру.
- Гравці по черзі досліджують випадкову локацію на картах (обирається з Карт Пригод або Карт Інших Світів). Коли гравець успішно виконує всі завдання в досліджуваній локації, він отримує винагороду. У випадку невдачі на нього чекає покарання. Якщо слідчого «зжерли» (мається на увазі повна втрата фізичного або психічного здоров’я), на планшет Стародавнього додається жетон безвиході, а гравець повертається у гру з іншим слідчим.
- Для виконання завдань в досліджуваній локації, гравець повинен викинути на спеціальних гральних кубиках послідовність комбінацій, вказаних на карті.
- Після завершення ходу кожного гравця, на спеціальному годиннику стрілка переводиться на три години вперед. Коли годинник показує північ, в гру вступає нова Карта Міфу, яка впливає на ігровий процес. Карта Міфу може включати як миттєвий ефект, так і довготривалий.
- Кожен слідчий може мати Союзника, а також отримувати у свою власність Звичайні Предмети, Унікальні Предмети, Закляття або Речові Докази. Всі вони можуть надавати гравцям певні переваги у грі.
- Дослідження локацій відбувається допоки Стародавній не прокинеться, або прохід до нашого світу не буде закрито. Як тільки прохід буде закрито за допомогою Знаків Стародавніх — гравці перемагають. Якщо Стародавній прокинувся, гравці мають вступити з ним у бій. Бої розроблено таким чином, що шанс перемогти у них є дуже малим, тому гравці мають запобігти пробудженню Стародавнього за будь-яку ціну.

## Комплектація гри
Базовий набір гри «Знак Старших богів (Elder Sign)» включає в себе:
- Правила
- 1 годинник
- 1 стрілка годинника
- 1 пластикова заклепка (для стрілки годинника)
- 1 лист входу в музей
- 6 зелених кубиків
- 1 жовтий кубик
- 1 червоний кубик
- 80 карт (розміру «Таро»):

- 8 карт Стародавніх
- 16 карт дослідників
- 48 карт пригод
- 8 карт Інших світів
- 76 маленьких карт:

- 12 карт звичайних предметів
- 12 карт особливих предметів
- 12 карт заклинань
- 8 карт союзників
- 32 карти міту
- 144 картонні жетони:

- 16 жетонів дослідників
- 30 жетонів розуму
- 30 жетонів здоров’я
- 15 жетонів доказів
- 22 жетони монстрів
- 5 жетонів монстрів-масок
- 12 жетонів приреченості
- 17 жетонів знаків Старших богів

## Доповнення
Компанією Fantasy Fight Games було випущено ряд доповнень до базової гри. Кожне з них додає нові локації, слідчих, Стародавніх та змінює ігровий процес. На цей час випущено наступні доповнення:
- Elder Sign: Unseen Forces (2013)
- Elder Sign: Gates of Arkham (2015)
- Elder Sign: Omens of Ice (2016)
- Elder Sign: Grave Consequences (2016)
- Elder Sign: Omens of the Deep (2017)
- Elder Sign: Omens of the Pharaoh (2018)

## Переклад
Українською мовою гра не видавалась.